# Больчув
Замок Больчув (пол. Zamek Bolczów, нем. Bolzenschloss, Bolzenstein) — один из памятников средневековой рыцарской архитектуры Нижней Силезии.

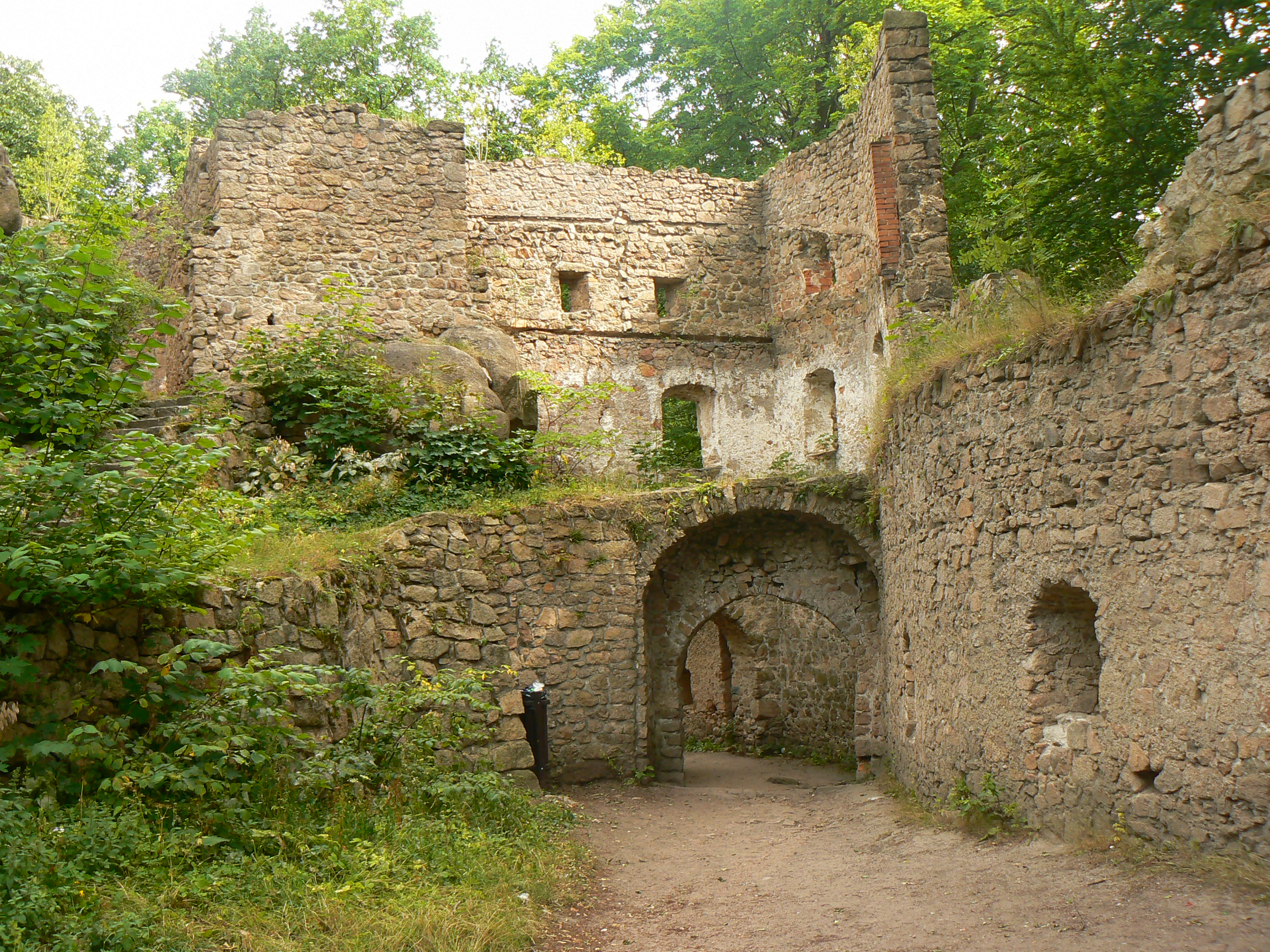
Внутренний двор

Замок находится на гранитной скале (561 м над уровнем моря) в восточной части Западных Судет, в гмине Яновице-Вельке в Еленегурском повяте Нижнесилезского воеводства Польши. Построили его в 1375 году. В первой половине XV века был разрушен в битве с гуситами, восстановлен и расширен в XVI веке. В 1645 году во время Тридцатилетной войны, шведы заняли Больчув, а затем сожгли при отступлении. С тех пор замок остаётся разрушенным.